# Hubjeri (Novo Goražde)
Pour les articles homonymes, voir Hubjeri.
Hubjeri (en serbe cyrillique : Хубјери) est un village de Bosnie-Herzégovine. Il est situé dans la municipalité de Novo Goražde et dans la république serbe de Bosnie. Selon les premiers résultats du recensement bosnien de 2013, il compte 83 habitants.
Avant la guerre de Bosnie-Herzégovine, le village faisait entièrement partie de la municipalité de Goražde ; après la guerre, une portion de son territoire a été rattachée à la municipalité de Novo Goražde, intégrée à la république serbe de Bosnie.

## Géographie
Hubjeri est situé sur la rive droite de la Drina.

## Démographie

### Répartition de la population par nationalités (1991)
En 1991, le village comptait 221 habitants, répartis de la manière suivante :

### Communauté locale
En 1991, la communauté locale de Hubjeri comptait 713 habitants, répartis de la manière suivante :